# Леви, Беппо
Бе́ппо Ле́ви (итал. Beppo Levi; 14 мая 1875, Турин — 28 августа 1961, Росарио) — итальянский математик.

## Биография
Беппо Леви родился в еврейской семье Джулио Джакомо Леви и Диамантины Пульезе. Получил высшее образование в Туринском университете, который окончил в 1896 году. В 1901 году он становится профессором технической школы в Пьяченце, в 1906 — в Университете Кальяри, с 1910 — в Университете Пармы, и с 1928 года — в Болонском университете. В 1909 году Б. Леви вступает в брак, в котором имел троих детей. В 1925 подписывает антифашистский манифест Б. Кроче. С 1920-х годов Б. Леви активно сотрудничает с Итальянским математическим союзом, издаёт его официальный научный бюллетень. В 1939 году учёный, ввиду своего еврейского происхождения, был вынужден эмигрировать из фашистской Италии в Аргентину. Здесь в 1939—1961 годах Б. Леви — почётный профессор Университета Росарио, при котором он ещё в 1920-е годы создал математический институт. В Росарио Б. Леви, среди прочего, принимал дипломную работу Педро Элиаса Задунайского о расчёте орбит спутников Юпитера.
Начиная с 1906 года Б. Леви проводит важные научные работы в области математического анализа, например по тематике интеграла Лебега (в том числе это — теорема Леви о монотонной сходимости). В 1906—1908 годах он пишет выдающиеся работы об эллиптических кривых, о которых делает доклад на Международном конгрессе математиков в 1908 году. Проводил расчёты по нахождению ограничений на число подгрупп кручения, что окончательно удалось лишь в 1970-е годы Барри Мазуру. Был одним из первых учёных, сформулировавших аксиому выбора теории множеств в 1902 году. Также внёс большой вклад (на основании работ своего учителя Коррадо Сегре) в теорию разрешения особенностей алгебраических поверхностей (1897).
В 1956 году Б. Леви был награждён престижной итальянской премией Фельтринелли.
Младший брат Б. Леви, Леви, Эудженио Элия Леви, павший в 1917 году во время сражений Первой мировой войны, также был известным математиком.